# Hans Mattis-Teutsch

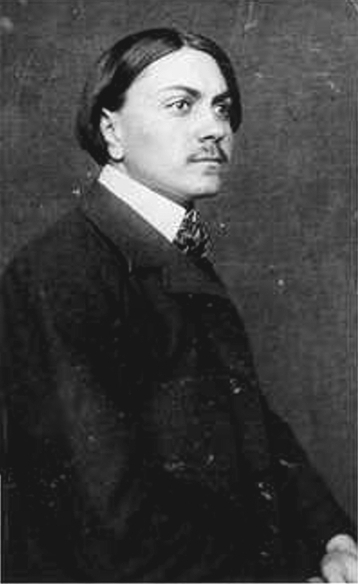
Hans Mattis-Teutsch, etwa 1910

Hans Mattis-Teutsch, ungarisch auch Mattis-Teutsch János (* 13. August 1884 in Kronstadt (Brassó), Österreich-Ungarn; † 17. März 1960 ebenda (Brașov), Rumänien), war ein Maler, Grafiker, Kunsttheoretiker, Dichter und Kunstpädagoge.

## Leben

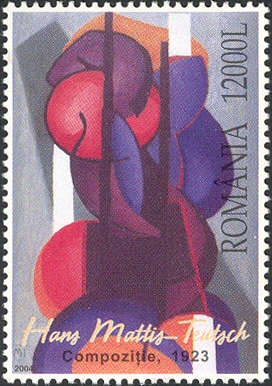
Komposition, 1923

Von 1901 bis 1903 besuchte er die Höhere Gewerbeschule in Budapest. Danach entstanden seine frühen Arbeiten, die „Holzplastiken in vertikaler Gestaltung“. Zwischen 1903 und 1905 studierte er in München, danach 1905/1906 in Paris, wo ihm Wassily Kandinsky die Teilnahme an Ausstellungen des Salon d’Automne und der Société des Artistes Indépendants vermittelte. Schon früh entwickelte er sein künstlerisches Konzept, dessen Prinzipien er in Postulaten formuliert, die auch dem späteren Schaffen Mattis-Teutsch’ und seinem Suchen nach einer absoluten, der Gegenständlichkeit enthobenen Kunst Ziel und Richtung geben. Seine Thesen zur neuen Kunst veröffentlichte er später in dem Werk „Kunstideologie. Stabilität und Aktivität im Kunstwerk“, Potsdam 1931. 1977 erschien eine Neuausgabe der „Kunstideologie“ mit einer Einleitung von Mihai Nadin und einem Nachwort von Elisabeth Axmann im Kriterion Verlag, Bukarest.
Als Künstler schloss er sich avantgardistischen Gruppen an, so der von Herwarth Walden initiierten Berliner Bewegung Der Sturm (wo er auch zusammen mit Paul Klee seine Erstausstellung mit Gemälden und Grafiken zeigte), der Budapester Gruppe um die Kunstzeitschrift MA, der Novembergruppe in Berlin u. a.
1944–1948 leitete er die Kronstädter Freie Kunstakademie, zu der eine Reihe junger Künstler, wie Reinhardt Schuster, Verona Bratesch, Lajos Boros u. a. gehörten. Gleichzeitig war er bis 1958 Vorsitzender des Verbandes Bildender Künstler, Zweigstelle Kronstadt (damals offiziell: Stalinstadt; rumänisch: Oraşul Stalin). Wegen eines Konflikts mit einem kommunistischen Kulturaktivisten des Regionsparteikomitees der RKP Stalinstadt wurde er bis in die 1960er Jahre totgeschwiegen.

## Werk (Schriften)
- Mattis-Teutsch: Gedichte / Schnitte. Verlag der MA-Gruppe: Budapest, 1917.
- Was ist unsere Kunst in dieser modernen Zivilisation? In: Adolf Meschendörfer (Hg.): Aus Kronstädter Gärten. Kunstleben einer sächsischen Stadt im Jahre 1930. Verlag Johann Götts Sohn: Kronstadt, 1930, S. 201 ff.
- Kunstideologie. Stabilität und Aktivität im Kunstwerk. Müller & J. Kiepenheuer: Potsdam, 1931.
- Ideologia artei. Stabilitatea și activitatea în opera de artă (fragmente). In: Arta (Bukarest), 17/7, 1970, S. 30–31.
- Ideologia artei. Traducere de Melania Ioanițescu. Cuvânt înainte de Mihai Nadin. Editura Kriterion: București, 1975.
- Kunstideologie. Stabilität und Aktivität im Kunstwerk. Mit einer Einleitung von Mihai Nadin und einem Nachwort von Elisabeth Axmann. Kriterion Verlag: Bukarest, 1975.